# Burg Nonnenfelsen
Als Burg Nonnenfelsen wird eine ehemalige abgegangene Höhenburg auf der gleichnamigen Felsformation im Schwarzwassertal in der Nähe von Pobershau im Erzgebirge bezeichnet. Die Anlage entstand vermutlich im 12. oder 13. Jahrhundert.

## Lage
Etwa 2 km ostsüdöstlich von Pobershau im Bereich des Nonnenfelsens auf einem nach Osten gerichteten Bergsporn in einer Flussschleife der Schwarzen Pockau.

## Beschreibung und Geschichte
Die Reste der Wehranlage befinden sich auf einem Felssporn. Daher kann sie zum Typus der Spornburgen gezählt werden.
Die Anlage besaß ein unregelmäßig ovales Kernwerk. Begrenzt wurde dieses durch die natürliche Form der Felsklippe, an Nordwest-, West- und Südwestseite durch trocken angesetzte Steine zur Vergrößerung der natürlichen Form.
Das Kernwerksplateau hat eine Ausdehnung von etwa 15 mal 13 Metern. Davor verläuft von Nordwesten über die Südseite nach Süden ein Graben von sechs bis acht Metern Breite und zwei bis maximal vier Metern Tiefe.
Es kann angenommen werden, dass ein Turm zur Wehranlage gehörte. Dies stützt sich auf Funde von Holzkohle und durch Feuereinwirkung rot gefärbtem, verziegeltem Lehm unter der Grasnarbe. 1992 wurden zudem Scherben mittelalterlicher Gefäße aus der Grasnarbe geborgen, die aufgrund ihrer Materialeigenschaften als landschaftsgebundene Irdenware des Erzgebirges ausgewiesen werden können. Auch die Datierung der Entstehung der Anlage basiert auf diesen Funden. Somit kann sie mit dem Landesausbau im Erzgebirge von der Mitte des 12. bis Mitte des 13. Jahrhunderts in Verbindung gebracht werden.
Am 12. Juni 1980 wurde das Burgareal als Bodendenkmal (Burgstall) "Nonnenfelsen" für die Stadt Marienberg eingetragen.